# Ri Hak-won
Ri Hak-won (26 de abril de 1986) es un luchador norcoreano de lucha grecorromana. Ganó una medalla de bronce en los Juegos Asiáticos de 2014. Consiguió la 5.ª posición en Campeonato Asiático de 2015.